# مگادونتوسور
مگادونتوسور (نام علمی: Microvenator) نام یک سرده از کلاد دست‌قاپان است.